# (1081) Reseda
(1081) Reseda es un asteroide que forma parte del cinturón de asteroides y fue descubierto por Karl Wilhelm Reinmuth desde el observatorio de Heidelberg-Königstuhl, Alemania, el 31 de agosto de 1927.

## Designación y nombre
Reseda fue designado inicialmente como 1927 QF.
Más tarde se nombró por la Reseda, un género de plantas de la familia de las resedáceas.

## Características orbitales
Reseda está situado a una distancia media de 3,096 ua del Sol, pudiendo alejarse hasta 3,551 ua y acercarse hasta 2,641 ua. Su inclinación orbital es 4,205° y la excentricidad 0,1468. Emplea 1990 días en completar una órbita alrededor del Sol.